# If (フレンチ・キスの曲)
「If」（イフ）は、日本の女性アイドルグループAKB48の派生ユニット・フレンチ・キスの楽曲。作詞は秋元康、作曲は飯田建彦が担当した。2011年1月19日にフレンチ・キスの2作目のシングルとしてavex entertainmentから発売された。
楽曲のシングルCDは3種類がリリースされた。3種類ともジャケットのデザインが異なり、それぞれジャケットA、B、Cと区別されている。収録曲は3種それぞれで異なっている。ジャケットA、Bの形態にはそれぞれ収録内容の異なるDVDが付属している。両タイプのDVDとも、初回盤にはそれぞれの映像特典が収録されている。このほか特典として、3種とも初回盤のみイベント参加補助券および学生証タイプトレーディングカード（全3種のうちランダムで1種）が封入されている。
キャッチコピーは「“もしも”なんて考えてたら、恋ははじまらないよ。」。
楽曲はOVA『今日、恋をはじめます』のオープニング・テーマに使用された。

## チャート成績
オリコン週間シングルチャートでは前作を上回る初登場2位を記録した。デイリーチャートでは初登場1位を記録し、その後も推定売上枚数で1位を維持していたが、初動の集計最終日である2011年1月23日付で山下智久「はだかんぼー」に逆転され、週間チャートでもそのまま2位となった（週間チャートでの枚数の差は607枚であった）。本作が1位を逃したのは山下の緊急握手会によるものだという見解がある（詳細はリンク先を参照）。
しかしながらBillboard JAPANのチャートにおいては、2011年1月26日付のBillboard Japan Hot 100およびBillboard JAPAN Top Singles Salesにて「はだかんぼー」を上回り、いずれも1位にランクインした。

## シングル収録トラック

### ジャケットA
| 全編曲: 酒井陽一。 |                                   |           |           |       |
| #                  | タイトル                          | 作詞      | 作曲      | 時間  |
| 1.                 | 「If」                            | 秋元康    | 飯田建彦  | 4:32  |
| 2.                 | 「前を向いてる君」                | 秋元康    | 星和生    | 3:41  |
| 3.                 | 「If (instrumental)」             |           | 飯田建彦  | 4:31  |
| 4.                 | 「前を向いてる君 (instrumental)」 |           | 星和生    | 3:38  |
| 合計時間:          | 合計時間:                         | 合計時間: | 合計時間: | 16:22 |

| #  | タイトル                                 | 作詞 | 作曲・編曲 |
| -- | ---------------------------------------- | ---- | ---------- |
| 1. | 「ドラマ「If〜今日、恋をはじめます〜」」 |      |            |
| 2. | 「「If」Music Clip」                     |      |            |
| 3. | 「ドラマメイキング映像」(初回限定特典)   |      |            |

### ジャケットB
| #         | タイトル                | 作詞      | 作曲      | 編曲             | 時間  |
| --------- | ----------------------- | --------- | --------- | ---------------- | ----- |
| 1.        | 「If」                  | 秋元康    | 飯田建彦  | 酒井陽一         | 4:32  |
| 2.        | 「沈黙」(柏木由紀)      | 秋元康    | 重永亮介  | 五十嵐“IGAO”淳一 | 5:31  |
| 3.        | 「If (instrumental)」   |           | 飯田建彦  | 酒井陽一         | 4:31  |
| 4.        | 「沈黙 (instrumental)」 |           | 重永亮介  | 五十嵐“IGAO”淳一 | 5:28  |
| 合計時間: | 合計時間:               | 合計時間: | 合計時間: | 合計時間:        | 20:02 |

| #  | タイトル                                                                       | 作詞 | 作曲・編曲 |
| -- | ------------------------------------------------------------------------------ | ---- | ---------- |
| 1. | 「デジタルコミック「今日、恋をはじめます（「フレンチ・キス」アフレコver.）」」 |      |            |
| 2. | 「「If」Music Clip」                                                           |      |            |
| 3. | 「アフレコメイキング映像」(初回限定特典)                                       |      |            |

### ジャケットC
| #         | タイトル                                | 作詞      | 作曲      | 編曲      | 時間  |
| --------- | --------------------------------------- | --------- | --------- | --------- | ----- |
| 1.        | 「If」                                  | 秋元康    | 飯田建彦  | 酒井陽一  | 4:32  |
| 2.        | 「口移しのチョコレート」                | 秋元康    | Funta7    | Funta7    | 4:44  |
| 3.        | 「If (instrumental)」                   |           | 飯田建彦  | 酒井陽一  | 4:31  |
| 4.        | 「口移しのチョコレート (instrumental)」 |           | Funta7    | Funta7    | 4:41  |
| 合計時間: | 合計時間:                               | 合計時間: | 合計時間: | 合計時間: | 18:28 |